# Cohab Anil IV
Cohab Anil I, II III e IV são um conjunto de bairros do município de São Luís, capital do estado do Maranhão. O primeiro conjunto foi Inaugurado em 1967.

## História
A Companhia de Habitação Popular do Maranhão (COHAB) foi instituída pela Lei nº 2.637, de 1º de abril de 1966, através de incentivos do Sistema Federal de Habitação (SFH) e do Banco Nacional de Habitação (BNH).  A empresa tinha como objetivos a oferta de unidades habitacionais subsidiadas para a população que recebia entre um a três salários mínimos bem como promover projetos habitacionais. 
Com o fim da Fábrica de Tecidos Rio Anil, os terrenos da fábrica são vendidos para a empresa Cohab, que adquiriu as terras para a construção de conjuntos habitacionais populares. 
Foram entregues pela companhia os seguintes conjuntosː
- 1967ː Conjunto Habitacional Anil I, com 505 unidades[2]
- 1968ː Conjunto Habitacional Anil II, com 516 unidades[2]
- 1969ː Conjunto Habitacional Anil III, com 1.417 unidades[2]
- 1975ː Conjunto Habitacional Anil IV, com 1.111 unidades[2]

Parte das terras Conjunto Habitacional Anil IV é proveniente tanto da área adquirida da Fábrica de Tecidos Rio Anil na década de 60 quanto das terras do sítio São Raimundo ou Casaca.
Com o tempo, os conjuntos passaram a ser popularmente conhecidos apenas como Cohab Anil ou Cohab. 

## Infraestrutura

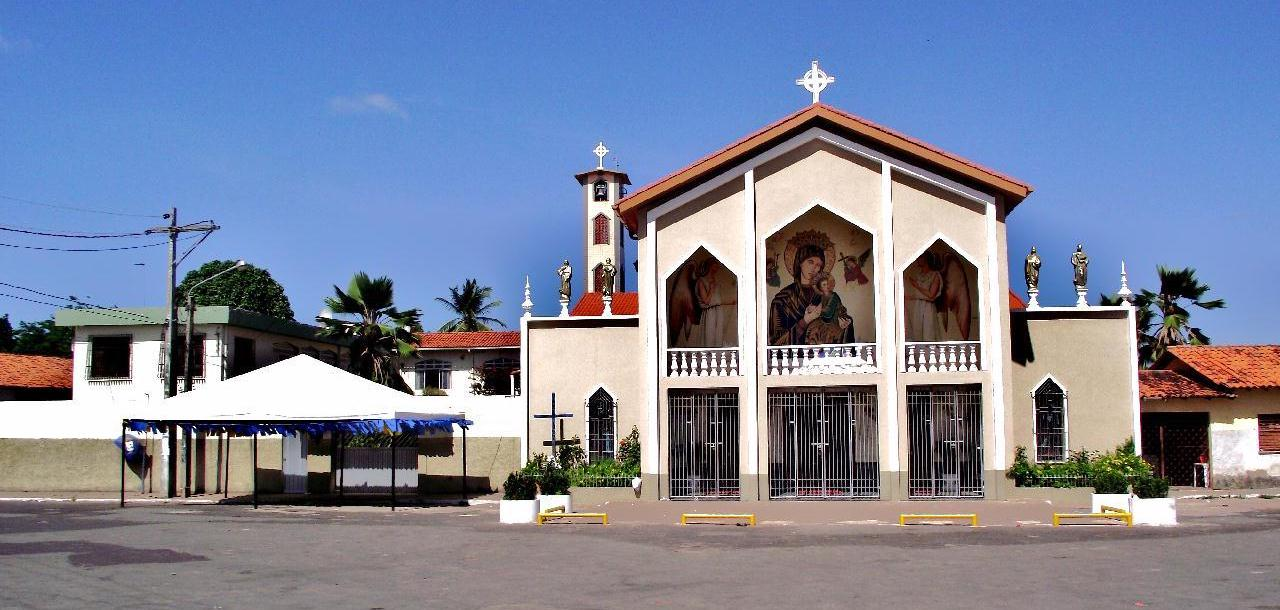
Igreja de Nossa Senhora do Perpétuo Socorro, localizada na Cohab

Um dos principais bairros da cidade, a Cohab abriga agências de órgãos públicos como INSS, Caema, Banco do Brasil. e Correios.
O bairro é um núcleo de prestação de serviços e comércio, com restaurantes, padarias, clínicas dentárias, cursos profissionalizantes, franquias de lanchonetes, lojas de moveis, roupas, laboratórios de exames, grandes redes de supermercados, dentre outros. 

### Transportes
O Conjunto Cohab Anil é cortado pela avenida Jerônimo de Albuquerque, uma das principais vias da cidade.
A avenida Giordano Mochel liga a Cohab Anil I, II e IV aos bairros Itapiracó e Cohatrac IV.
As avenidas 5 e 11 ligam a avenida Jerônimo de Albuquerque à avenida Senador Costa Rodrigues, permitindo a ligação entre a Cohab e o Cohatrac.
As linhas de ônibus da região pertencem ao Lote 2 do Sistema Integrado de Transporte em São Luís, com a maioria das linhas passando pelo Terminal da Integração da Cohab Cohatrac.

### Saúde
A Maternidade de Alta Complexidade do Maranhão é referência estadual em atendimento a gestação de risco e fica na Cohab Anil III.
Outros estabelecimentos de saúde são a Unidade de Saúde da Família Cohab Anil I, o Centro de Saúde Cohab Anil II, Centro de Referência Especializado de Atenção Integral a Saúde da Pessoa Idosa do Maranhão e o Centro de Saúde Genésio Ramos Filho.

### Educação
O conjunto dispõe de escolas públicas e privadas, como o Centro de Ensino Integral Almirante Tamandaré.

## Bairros limítrofes
Alguns dos bairros limítrofes à Cohab Anil sãoː Cruzeiro do Anil, Vila Isabel Cafeteira, Itapiracó, Planalto Anil I, II, III e IV e Forquilha. 